# Hanna (gmina)
Pour les articles homonymes, voir Hanna.
Hanna est une gmina rurale (gmina wiejska) du powiat de Włodawa, dans la Voïvodie de Lublin, dans l'est de la Pologne, à la frontière avec la Biélorussie et près de l'Ukraine.
Son siège administratif (chef-lieu) est le village de Hanna, qui se situe environ 25 kilomètres (km) au nord de Włodawa (siège du powiat) .
La gmina couvre une superficie de 139,02 km2 pour une population de 3 339 habitants en 2006.

## Histoire
De 1975 à 1998, la gmina est attachée administrativement à l'ancienne voïvodie de Biała Podlaska.

Depuis 1999, elle fait partie de la nouvelle voïvodie de Lublin.

## Géographie
La gmina inclut les villages (sołectwa) et localités de:

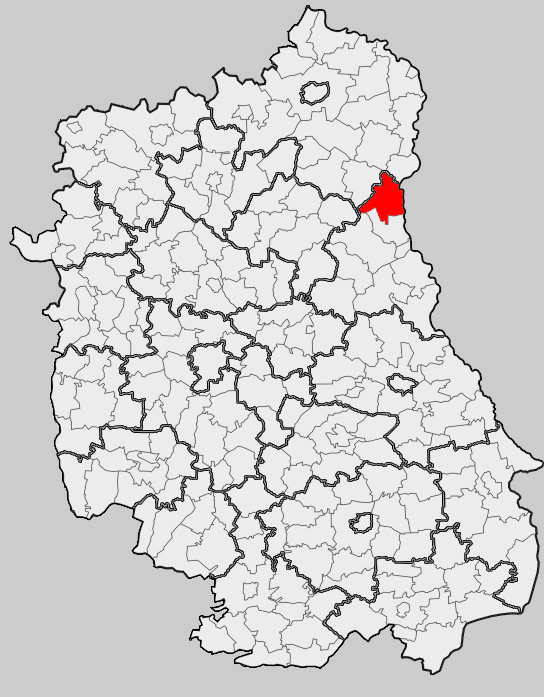
Position de la gmina dans la voïvodie

- Dańce
- Dołhobrody
- Hanna
- Holeszów
- Holeszów PGR
- Janówka
- Konstantyn
- Kuzawka
- Lack
- Nowy Holeszów
- Pawluki
- Zaświatycze

### Gminy voisines
La gmina d'Hanna est voisine des gminy de
- Sławatycze
- Sosnówka
- Tuczna
- Włodawa
- Wyryki

Elle est également frontalière de la Biélorussie

## Structure du terrain
D'après les données de 2002, la superficie de la commune d'Hanna est de 146,55 kilomètres carrés, répartis comme telle :
- terres agricoles : 86 %
- forêts : 7 %

La commune représente 9,85 % de la superficie du powiat.

## Démographie
Données du 30 juin 2004:
| Description        | Total  | Total | Femmes | Femmes | Hommes | Hommes |
| ------------------ | ------ | ----- | ------ | ------ | ------ | ------ |
| Unité              | Nombre | %     | Nombre | %      | Nombre | %      |
| Population         | 5 300  | 100   | 2 656  | 50,1   | 2 644  | 49,9   |
| Densité (hab./km²) | 36,2   | 36,2  | 18,1   | 18,1   | 18     | 18     |